# Рівсвілл (Південна Кароліна)
Рівсвілл (англ. Reevesville) — місто (англ. town) в США, в окрузі Дорчестер штату Південна Кароліна. Населення — 201 особа (2020).

## Географія
Рівсвілл розташований за координатами 33°11′50″ пн. ш. 80°38′30″ зх. д. / 33.19722° пн. ш. 80.64167° зх. д. (33.197302, -80.641671).  За даними Бюро перепису населення США в 2010 році місто мало площу 4,22 км², з яких 4,17 км² — суходіл та 0,05 км² — водойми.

## Демографія
Згідно з переписом 2010 року, у місті мешкало 196 осіб у 84 домогосподарствах у складі 55 родин. Густота населення становила 46 осіб/км².  Було 102 помешкання (24/км²).
Расовий склад населення:
| - 82,1 % — білих - 14,8 % — чорних або афроамериканців - 0,5 % — азіатів |

До двох чи більше рас належало 2,6 %. Частка іспаномовних становила 0,0 % від усіх жителів.
За віковим діапазоном населення розподілялося таким чином: 21,9 % — особи молодші 18 років, 56,2 % — особи у віці 18—64 років, 21,9 % — особи у віці 65 років та старші. Медіана віку мешканця становила 44,0 року. На 100 осіб жіночої статі у місті припадало 79,8 чоловіків;  на 100 жінок у віці від 18 років та старших — 82,1 чоловіків також старших 18 років.
Середній дохід на одне домашнє господарство  становив 57 843 долари США (медіана — 49 750), а середній дохід на одну сім'ю — 60 324 долари (медіана — 53 333). За межею бідності перебувало 9,6 % осіб, у тому числі 17,9 % дітей у віці до 18 років та 0,0 % осіб у віці 65 років та старших.
Цивільне працевлаштоване населення становило 111 осіб. Основні галузі зайнятості: освіта, охорона здоров'я та соціальна допомога — 22,5 %, науковці, спеціалісти, менеджери — 14,4 %, виробництво — 13,5 %.